# Tiberi Claudi Neró (cònsol 202 aC)
Tiberi Claudi Neró (en llatí Tiberius Claudius Nero) va ser un magistrat romà. Era probablement fill de Gai Claudi Neró, cònsol el 207 aC. Formava part de la gens Clàudia i portava el cognomen de Neró.
Després d'exercir algunes magistratures menors va arribar a pretor l'any 204 aC i a l'any següent va serpropretor amb el govern de l'illa de Sardenya.
El 202 aC va ser elegit cònsol juntament amb Marc Servili Pàlex Gemin i va rebre la província d'Àfrica amb l'encàrrec de fer la guerra a Hanníbal juntament amb Publi Corneli Escipió. No va estar present a la batalla de Zama, ja que una violenta tempesta va apartar la seva flota del camí i la va desviar a Populonii, d'on va passar a l'illa d'Elba i a Còrsega i després a Sardenya on va haver de passar l'hivern a Caralis i quan va tornar a Roma, el seu període ja havia acabat.